# Мурро, Андрей Андреевич
Андрей (Андрес) Андреевич Мурро (1903—1941) — народный комиссар государственной безопасности Эстонской ССР, старший майор государственной безопасности (1941).

## Биография
Эстонец.
Когда Кумм Б. Г. стал народным комиссаром внутренних дел Эстонской ССР заместителями народного комиссара были назначены бывший помощник начальника Следственной части ГУГБ НКВД СССР А. К. Шкурин — первым заместителем, А. А. Мурро — вторым заместителем. С 26 февраля до 31 июля 1941 являлся народным комиссаром внутренних дел Эстонской ССР.

### Звания
- старший майор государственной безопасности (29 марта 1941);[2]